# Heldring (geslacht)
Heldring is een Nederlandse, van oorsprong Duitse familie die vooral predikanten, militairen en bankiers voortbracht.

## Geschiedenis

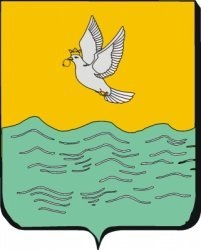
Familiewapen Heldring

De stamreeks begint met Hans Hendrik Heldring, geboren omstreeks 1649, kapitein die met een regiment dragonders onder hertog Frederik Casimir van Koerland in 1672 naar de Noordelijke Nederlanden kwam en in Elburg in 1710 overleed. Zijn zoon Ottho Gerhard (1698-1764) was luitenant bij het regiment garde-dragonders van de prins van Hessen-Kassel. Een zoon van de laatste, Ottho Gerhard Heldring (1762-1841) was de eerste predikant in de familie.
De familie werd opgenomen in het genealogische naslagwerk het Nederland's Patriciaat in de jaargang 1933/1934, en heropname volgde in 1963.

## Enkele telgen
ds. Ottho Gerhard Heldring (1762-1841), predikant
- Arendinus Ludovicus Carolus Heldring (1798-1886), schrijnwerker
  - Louisa Johanna Amalia Heldring (1840-1916), werkzaam bij de afdeling Steenbeek van de Heldringgestichten te Zetten
  - ds. Daniel Johannes Carolus Heldring (1844-1918), predikant
- ds. Ottho Gerhard Heldring (1804-1876), predikant, oprichter en directeur Heldringgestichten te Zetten
  - Ottho Gerhard Heldring (1834-1856), theologisch candidaat
  - Maria Catharina Heldring (1836-1892); trouwde in 1866 met ds. Carl Wilhelm Gottlieb Bastian (1821-1881), predikant
  - Balthazar Heldring (1839-1907), oprichter en directeur der Kasvereeniging te Amsterdam, later president van de Nederlandse Handel-Maatschappij
    - dr. Ernst Heldring (1871-1954), bankier, lid van de Eerste Kamer der Staten-Generaal
      - Jan Heldring (1911-1942), luitenant-ter-zee, vermist na torpedering Hr. Ms. Isaac Sweers
      - mr. Jérôme Louis Heldring (1917-2013), laatste hoofdredacteur van de Nieuwe Rotterdamsche Courant. Na de fusie met het Algemeen Handelsblad werd hij columnist van de gefuseerde krant NRC Handelsblad en verwierf in die functie nationale bekendheid
      - Frederik Heldring (1924-2013), bankier
      - Alexander Lucien Heldring (1926-2000), gevolmachtigd vertegenwoordiger bij Interkerkelijke hulp aan vluchtelingen vanwege de Wereldraad van Kerken

    - ir. Alexander Heldring (1874-1938), directeur Algemeen Handelsblad
      - Ernst Heldring (1904-1993), advocaat
        - Alexander Heldring, (1939-2024), diplomaat

    - Jerôme Heldring (1881-1916), bankier
      - Alexandrina Heldring (1909-2006); trouwde in 1938 met jhr. Gijsbert Carel Duco Hooft Graafland (1909-1964), consul-generaal der Nederlanden
      - Maria Heldring (1912-2004); trouwde in 1947 met Benno Lodewijk Andriesse (1908-2005), bankier
      - Herman Willem Alexander (1914-1994), oprichter Anne Frank Stichting

    - Henriette Heldring (1883-1984); trouwde in 1906 met mr. Christiaan Pieter van Eeghen (1880-1968), bankier
      - mej. dr. Isabella Henriette van Eeghen (1913-1996), archivaris en historica

    - Louise Heldring (1885-1943); trouwde in 1908 Emile den Tex (1874-1962), bankier en lid van de familie Den Tex
    - mr. Balthazar Heldring (1892-1934), bankier

  - ds. Leonard Johannes Heldring (1846-1909), predikant
  - Justinus Jacob Leonard Heldring (1848-1911), oprichter en lid fa. Heldring & Pierson, bankiers te 's-Gravenhage, trouwde Wilhelmina Adriana Rasch (1861-1931) en lid van de familie Rasch
    - ds. Ottho Gerhard Heldring (1883-1958), predikant, directeur en president-directeur Heldringgestichten te Zetten
      - ds. Joan Agatho Heldring (1927-2013), predikant

  - ds. Jan Lodewijk Heldring (1852-1923), predikant; trouwde in 1884 met Geertruida Margaretha Jacoba van Eeghen (1854-1911)
    - Johannes Carel Hendrik Heldring (1887-1962), directeur Curacaosche Handel-maatschappij, kunstverzamelaar
      - Margaretha Heldring (1919-2006), beeldhouwster; trouwde in 1947 met Jan Albert Engelchor (1920-1976), beeldhouwer en hertrouwde met Ate Ferrand Whaley Hudig (1904-1996)

    - Jacoba Heldring (1892-1984); trouwde in 1916 met prof. dr. William Brede Kristensen (1867-1953), egyptoloog, hoogleraar Geschiedenis der godsdienst in het algemeen aan de Universiteit van Leiden